# AW660大商船運輸機

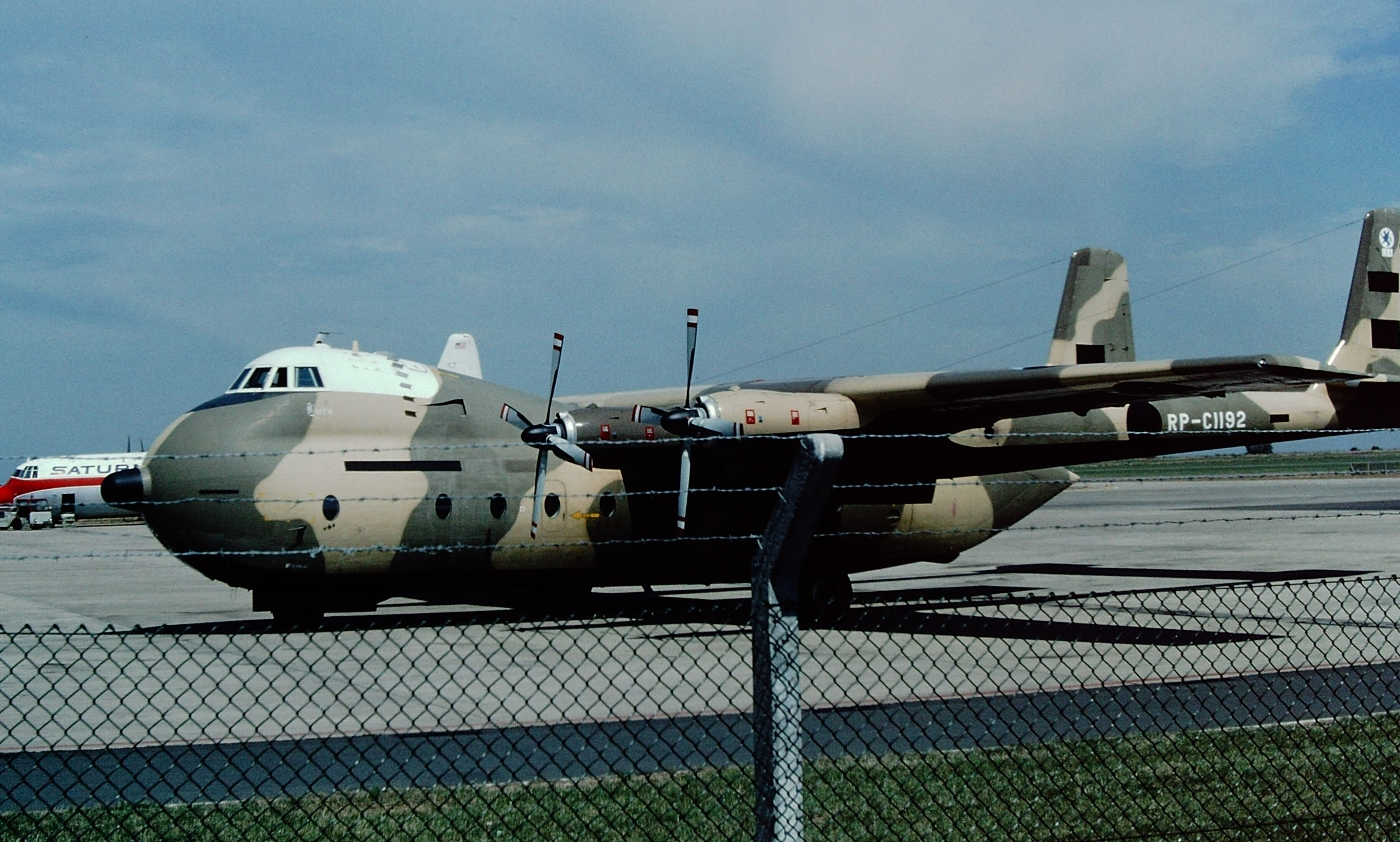
英軍AW660

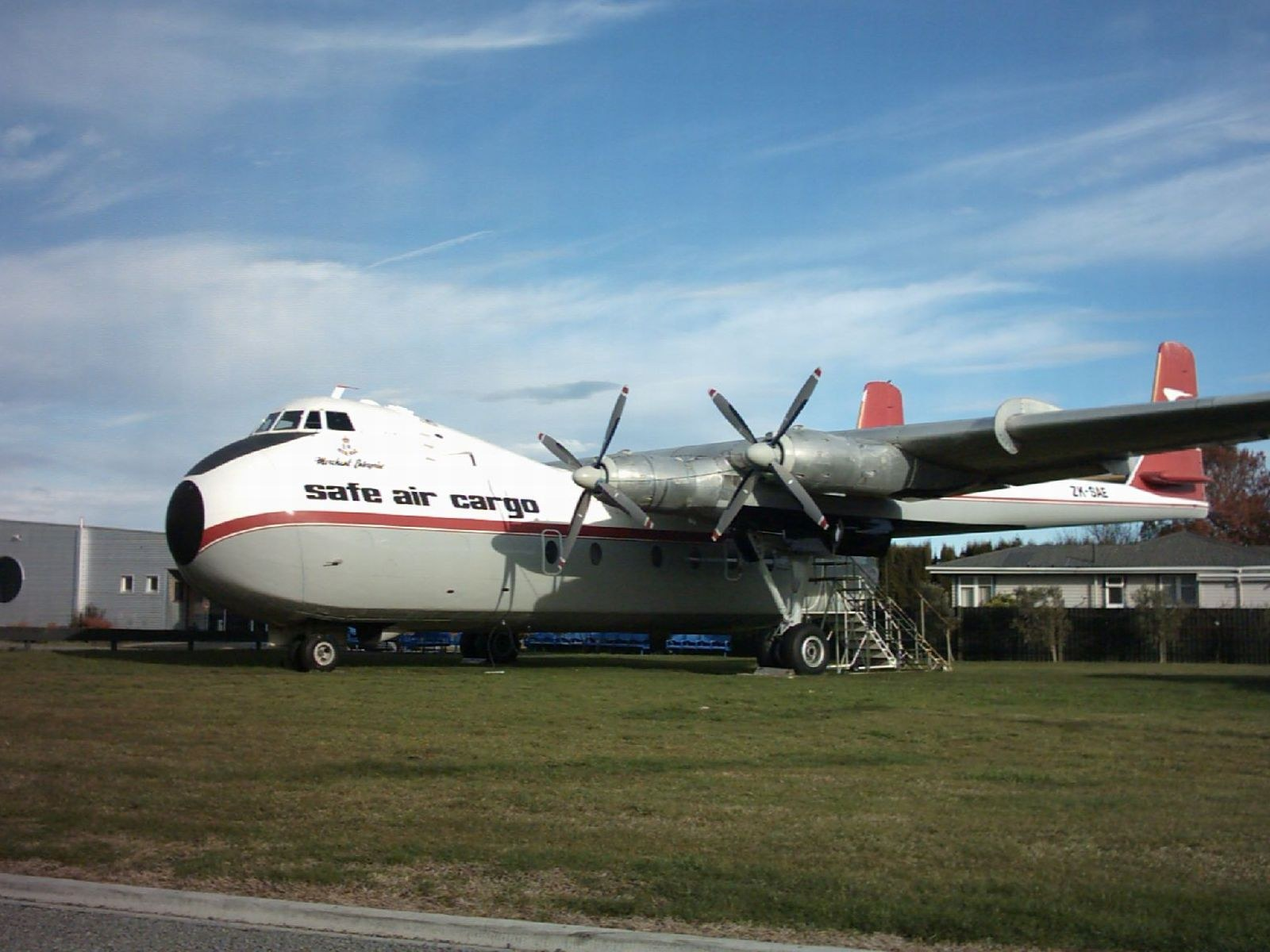
民用機

AW660大商船運輸機(AW.650 & AW.660 Argosy)為英國二戰後生產第一款中型運輸機，
1955年英國空軍部提出 "Operational Requirement 323" (323號需求)意圖研發一款中程運輸機，運載量在11,340 kg上下，並能航程3,200 km。阿姆斯特朗-惠特沃斯公司提出一款AW66的雙引擎飛機提案，有前後開全平面貨艙，但後續考量到將來發展民用型，所以換裝為四台勞斯萊斯Darts發動機的設計，也就是AW650型。雖然英國皇家空軍對最初的設計不太滿意，但是淘汰掉老舊活塞發動機的機隊已經很急迫，之後1959年英國空軍部又更改要求希望能有全天候傘兵和補給空投能力。
於是650型的前艙門予以封閉並加裝了突出的氣象雷達，AW660大商船終於問世。同時後門改為蛤殼式，帶有推出型一體式裝載坡道，安裝了更堅固的貨艙地板。1960年7月軍方監督的試飛完成。
在30多年的服役生涯中只有英國軍方採用，但其民用貨機型廣泛外銷，菲律賓、紐西蘭、愛爾蘭、新加坡、美國、加拿大等都有廠商採用。

## 技術規格 (Argosy C Mk 1)
参考资料：Armstrong Whitworth Aircraft since 1913
基本信息
- 机组：四人[4]
- 容量：69名兵員, 或54名武裝空降部隊, 或48具擔架[5] or 29,000 lb (13,154 kg) of cargo

性能